# 西康路 (上海)
西康路是中国上海市跨静安区和普陀区的一条街道，南北走向，南起南京西路，北至苏州河西康路桥。长2811米，宽11.5米到17米。西康路为上海公共租界工部局修筑于1900年，命名为小沙渡路（Ferry Road）。1943年汪精卫政府接收租界时，将其改名为西康路，得名于中国西部省份西康省。
西康路与多条东西向道路交汇，包括南京西路、南阳路、北京西路、新闸路、康定路、昌平路、余姚路、海防路、安远路、新会路、长寿路、普陀路、澳门路、宜昌路等。
传统上，西康路沿路南部为住宅区，向北逐渐过渡为工厂区。南阳路口为静安体育馆，原为上海教会1948年建造的南阳路聚会所。新闸路口为静安区中心医院。